# Fabricio Quirós
Fabricio Quirós Araya ist ein costa-ricanischer Straßenradrennfahrer.
Fabricio Quirós wurde 2009 bei der costa-ricanischen Meister jeweils Dritter im Einzelzeitfahren und im Straßenrennen der U23-Klasse hinter dem Sieger Grégory Brenes. Bei der Vuelta de la Juventud Costa Rica gewann er die vierte Etappe und wurde Dritter in der Gesamtwertung. Bei den UCI-Straßen-Weltmeisterschaften 2009 in Mendrisio startete Quirós im Straßenrennen der U23-Klasse, welches er jedoch nicht beendete. Außerdem war er 2009 bei zwei Teilstücken der Vuelta a Costa Rica erfolgreich.

## Erfolge
2009
- eine Etappe und Mannschaftszeitfahren Vuelta a Costa Rica